# Canton d'Épinal-1
Le canton d'Épinal-1 est une circonscription électorale française du département des Vosges.

## Histoire
Un nouveau découpage territorial des Vosges entre en vigueur à l'occasion des premières élections départementales suivant le décret du 27 février 2014. Les conseillers départementaux sont, à compter de ces élections, élus au scrutin majoritaire binominal mixte. Les électeurs de chaque canton élisent au Conseil départemental, nouvelle appellation du Conseil général, deux membres de sexe différent, qui se présentent en binôme de candidats. Les conseillers départementaux sont élus pour 6 ans au scrutin binominal majoritaire à deux tours, l'accès au second tour nécessitant 12,5 % des inscrits au 1er tour. En outre la totalité des conseillers départementaux est renouvelée. Ce nouveau mode de scrutin nécessite un redécoupage des cantons dont le nombre est divisé par deux avec arrondi à l'unité impaire supérieure si ce nombre n'est pas entier impair, assorti de conditions de seuils minimaux. Dans les Vosges, le nombre de cantons passe ainsi de 31 à 17.
Le canton d'Épinal-1 est formé d'une fraction d'Épinal et de communes des anciens cantons d'Épinal-Est (2 communes) et Épinal-Ouest (5 communes). Il est entièrement inclus dans l'arrondissement d'Épinal. Le bureau centralisateur est situé à Épinal.

## Représentation
| Période élective | Période élective | Mandat | Mandat   | Identité                     | Nuance | Nuance | Qualité |
| ---------------- | ---------------- | ------ | -------- | ---------------------------- | ------ | ------ | --- |
| 2015             | 2021             | 2015   | 2021     | Ghislaine Jeandel-Ballongue  |        | LR     | Chef de service dans un établissement médico-social à Épinal Adjointe au maire d’Epinal, Vice-Présidente du conseil départemental chargée de l'enfance et de la famille |
| 2015             | 2021             | 2015   | 2021     | Yannick Villemin             |        | DVD    | Chef de groupe au service publicité d’un quotidien vosgien Vice-président de la communauté d’agglomération d’Epinal depuis 2013 maire de Girancourt depuis 2001         |
| 2021             | 2028             | 2021   | en cours | Ghislaine Jeandel-Jeanpierre |        | LR     | Conseillère sortante, 5ème Vice-Présidente, déléguée à l’Enfance, la Famille et à l’Autonomie                                                                           |
| 2021             | 2028             | 2021   | en cours | Yannick Villemin             |        | DVD    | Conseiller sortant |

### Résultats détaillés

#### Élections de mars 2015
À l'issue du 1er tour des élections départementales de 2015, deux binômes sont en ballottage : Ghislaine Jeandel-Ballongue et Yannick Villemin (Union de la Droite, 44,67 %) et Lise Claudepierre et Romain Patenay (FN, 28,14 %). Le taux de participation est de 49,96 % (8 301 votants sur 16 615 inscrits) contre 52,67 % au niveau départemental et 50,17 % au niveau national.
Au second tour, Ghislaine Jeandel-Ballongue et Yannick Villemin (Union de la Droite) sont élus avec 69,76 % des suffrages exprimés et un taux de participation de 47,59 % (4 983 voix pour 7 907 votants et 16 615 inscrits).

#### Élections de juin 2021
Le premier tour des élections départementales de 2021 est marqué par un très faible taux de participation (33,26 % au niveau national). Dans le canton d'Épinal-1, ce taux de participation est de 30,22 % (4 998 votants sur 16 538 inscrits) contre 33,12 % au niveau départemental. À l'issue de ce premier tour, deux binômes sont en ballottage : Ghislaine Jeandel-Jeanpierre et Yannick Villemin (Union à droite, 54,01 %) et Isabelle Lagneaux et Fabrice Pisias (Union à gauche, 26,47 %).
Le second tour des élections est marqué une nouvelle fois par une abstention massive équivalente au premier tour. Les taux de participation sont de 34,36 % au niveau national, 33,77 % dans le département et 31,62 % dans le canton d'Épinal-1. Ghislaine Jeandel-Jeanpierre et Yannick Villemin (Union à droite) sont élus avec 68,25 % des suffrages exprimés (3 271 voix pour 5 230 votants et 16 541 inscrits),,.

## Composition
| Nom                            | Code Insee | Intercommunalité | Superficie (km2) | Population (dernière pop. légale)                | Densité (hab./km2) | Modifier                                    |
| ------------------------------ | ---------- | ---------------- | ---------------- | ------------------------------------------------ | ------------------ | ------------------------------------------- |
| Épinal (bureau centralisateur) | 88160      | CA d'Épinal      | 59,24            | Fraction : 12 985 (2022) Commune : 32 296 (2022) | 545                | modifier les données · modifier les données |
| Arches                         | 88011      | CA d'Épinal      | 17,50            | 1 614 (2022)                                     | 92                 | modifier les données · modifier les données |
| Chantraine                     | 88087      | CA d'Épinal      | 6,20             | 3 201 (2022)                                     | 516                | modifier les données · modifier les données |
| Chaumousey                     | 88098      | CA d'Épinal      | 8,71             | 913 (2022)                                       | 105                | modifier les données · modifier les données |
| Dinozé                         | 88134      | CA d'Épinal      | 2,89             | 652 (2022)                                       | 226                | modifier les données · modifier les données |
| Les Forges                     | 88178      | CA d'Épinal      | 7,14             | 1 779 (2022)                                     | 249                | modifier les données · modifier les données |
| Renauvoid                      | 88388      | CA d'Épinal      | 9,36             | 120 (2022)                                       | 13                 | modifier les données · modifier les données |
| Sanchey                        | 88439      | CA d'Épinal      | 5,51             | 953 (2022)                                       | 173                | modifier les données · modifier les données |
| Canton d'Épinal-1              | 8805       |                  |                  | 22 217 (2022)                                    |                    | modifier les données                        |

Le canton d'Épinal-1 comprend :
1. sept communes entières,
2. la partie de la commune d’Épinal située sur la rive gauche de la Moselle.

## Démographie
En 2022, le canton comptait 22 217 habitants, en évolution de −2,68 % par rapport à 2016 (Vosges : −2,96 %, France hors Mayotte : +2,11 %).
| 2013   | 2018   | 2022   |
| ------ | ------ | ------ |
| 23 153 | 22 722 | 22 217 |